# Cartersville
Cartersville è un comune degli Stati Uniti d'America, nella contea di Bartow, nello stato della Georgia.
Sita a nord di Atlanta, conta 18 553 abitanti (2007). Prende il nome dal colonnello Farrish Carter. 

## Curiosità
- Sulla strada principale di Cartersville fu collocato il primo manifesto pubblicitario della Coca Cola negli Stati Uniti.